# Gucha
Gucha ou Quisi Sul (em inglês: South Kisii) foi um distrito (vilaiete) do Quênia da extinta província de Nianza com capital em Oguembo. Seu território hoje pertence ao condado de Quisi.